# Catedral de San Pedro y San Pablo (Parakou)
La Catedral de San Pedro y San Pablo también llamada simplemente Catedral de Parakou (en francés: Cathédrale Saints Pierre et Paul de Parakou) es un edificio religioso de la Iglesia católica que se encuentra en la localidad de Parakou en el departamento de Borgou al norte del país africano de Benín.
Su historia se remonta a 1944 cuando se inauguró la iglesia parroquial de San Pedro y San Pablo (L'église paroissiale Saints Pierre et Paul) creada por la Sociedad de las Misiones Africanas y siendo su primer párroco el padre Roger Barthelemy, pero solo fue formalmente bendecida en 1958. Fue elevada a catedral en 1964 cuando se creó la diócesis.
Tiene un estilo barroco y los vitrales representan escenas de los apostóles Pedro y Pablo. Funciona como la sede de la Arquidiócesis de Parakou (Archidioecesis Parakuensis) que fue creada en 1997 por el Papa Juan Pablo II mediante la bula "Successoris Petri".